# Nychiodes admirabila
Nychiodes admirabila är en fjärilsart som beskrevs av Brandt 1938. Nychiodes admirabila ingår i släktet Nychiodes och familjen mätare. Inga underarter finns listade i Catalogue of Life.